# カモリスト
カモリストとは、悪徳商法等で何度も騙された被害者の名簿を指す俗称。カモリストを提供する者は名簿屋（めいぼや）と呼ばれる。

## 概要
過去に悪徳商法の被害に遭った名前や住所などが記されたもので、業者間で出回っているとされる。SNSの普及に伴い、現金プレゼントと謳ってフォロワーを集め、そのアカウントをカモリストに登録する犯罪も増えている。カモリストには延べ125万8,000人（2011年以降）の個人情報が掲載されるとする報道もある。カモリストに一旦掲載されると、悪質業者や振り込め詐欺団などによる二次勧誘のターゲットになり、職場や自宅に毎日勧誘電話を入れられたり、景品または商品が当選した旨のハガキが届いたりするようになる。カモリストからの削除料を要求する手口もある。
2016年4月、消費者安全法改正により、悪質な訪問販売や電話勧誘を行う業者が利用していたカモリストを、国が自治体に情報提供できるようになった。この法改正に伴い、カモリストを基に見守り対象者を選定して、被害を事前に防ごうとする取り組みも行われている。この取り組みの関係者には秘密保持義務があり、違反した場合、1年以下の懲役または50万円以下の罰金が課される。